# Honschaft Bockum
Die Honschaft Bockum war vom Mittelalter bis in das 19. Jahrhundert hinein eine von 11 Honschaften im Hauptgericht Kreuzberg des Amtes Angermund im Herzogtum Berg. Das Gebiet der Honschaft liegt heute in der nordrhein-westfälischen Stadt Düsseldorf, Ortsteil Bockum.
Im Zuge einer Verwaltungsreform innerhalb des Großherzogtums Berg wurde 1808 die Bürgermeisterei Kaiserswerth gebildet. Die Honschaft Bockum bildete im 19. Jahrhundert daraufhin eine Spezialgemeinde in der bergischen Bürgermeisterei Kaiserswerth im Landkreis Düsseldorf des Regierungsbezirks Düsseldorf innerhalb der preußischen Rheinprovinz. Laut der Statistik und Topographie des Regierungsbezirks Düsseldorf von 1832 gehörten zu der Spezialgemeinde Bockum das Dorf Bockum, der Holtumerhof, der Postenhof, die Holtumer Mühle und der Wohnplatz Froschenteich (originale Schreibweise).
Ab 1930 gehörte Bockum zum Amt Ratingen-Land im Kreis Düsseldorf-Mettmann. Am 1. Januar 1975 wurde Bockum zusammen mit Angermund, Wittlaer und Kalkum nach Düsseldorf eingemeindet.